# Belomitra quadruplex
Belomitra quadruplex é uma espécie de gastrópode do gênero Belomitra, pertencente a família Belomitridae.